# Jens Boden
Jens Boden, född den 29 augusti 1978 i Dresden, i dåvarande Östtyskland, är en tysk skridskoåkare.
Han tog OS-brons på herrarnas 5 000 meter i samband med de olympiska skridskotävlingarna 2002 i Salt Lake City.